# Романенков, Василий Тихонович
Василий Тихонович Романенков (1953, дер. Богдановка, Смоленская область — 2013, Новокосино) — художник, график, один из виднейших представителей русского наивного искусства в СССР и России.

## Биография
В 1968 г., окончив восьмилетку, переехал в подмосковный совхоз «Косино» к матери, получил профессию столяра. В 1975—1980 гг. учился в Заочном народном университете искусств у педагогов Н. Павлова и Н. Ротанова.

## Творчество
Отличительная художественная манера Василия Ромаменкова, заключающаяся в рисовании карандашами и создании мелким штрихом различной толщины своеобразной «муаровой» фактуры, сложилась не сразу. Вначале он пробовал писать маслом, но по совету педагогов отдал все силы графике. Первые его композиции, которые он начинал рисовать снизу, «с каблучков», отличались хаотичностью и нагроможденностью фигур и орнаментов. В дальнейшем его творчество структурируется и приобретает форму циклов, состоящих из трех и более отдельных работ, каждая из которых имеет свою внутреннюю рамку. Циклы Романенкова посвящены важным темам: жизни человека, собственной биографии, рождению, крещению, смерти, древней и современной Руси. Художник раскрывает свои мысли, прибегая к символам и рисункам орнамента, в который часто включаются изобразительные мотивы. Многое связывает Р. с традиционным народным искусством. Первый этап работы, когда он жестким карандашом буквально процарапывает по листу, наклеенному на оргалит, фигуры и основные формы, напоминает о приемах резьбы по дереву. В тонком плетении орнаментов можно увидеть воспоминания о вышивке и кружевоплетении. Фигуры художника не просто статичны, а производят монументальное впечатление. Сами циклы напоминают церковные полиптихи.
Склонность к философским размышлениям, к созданию образов земного и небесного мира выражается и в неспешном, продуманном и кропотливом методе работы художника, и в значительности поднимаемых им тем и сюжетов. Романенков пользуется широкой известностью в России и за рубежом. Он был удостоен Гран-при Международного триеннале наивного искусства в Братиславе ИНСИТА-2004 и почетного упоминания жюри на той же выставке в 1994 и 1997 гг.

### Персональные выставки
- «Свидетельства», Царицыно, 1998
- «Наивное искусство. Василий Романенков», Из собрания Ксении Богемской, Центральный дом художника, Москва, 2002.

### Выставки
- Всесоюзная выставка произведений самодеятельных художников, посвященная XVII съезду профсоюзов, Москва, 1982
- «Народные традиции…», Москва, 1986—1987
- «Образ и восприятие», Москва, 1990
- «Сон золотой», Центр современного искусства, Москва, 1992[2]
- ИНСИТА-94, ИНСИТА-97 (почетное упоминание жюри), ИНСИТА-2000
- «Наивное искусство России», Москва 1997, 1998
- «Мудрость с наивными глазами», Кировский областной художественный музей им. В. М. и А. М. Васнецовых, 1997[3]
- «Наивное искусство в коллекции К. Богемской и А.Турчина». Выставочный зал «Ковчег», Москва, 1998; «Пушкинские образы…», Москва, 1999
- «Овладение временем», Галерея Международного университета, Москва, 2000
- «Пушкинские образы…», Москва, 1999
- «Наивное искусство…», 1998
- Outsiders, Galerie Hamer, Amsterdam, 1999
- «Erste Begegnung…» (Германия), 1999
- «Russische Naieven vertellen», Museum de Stadshof, Zwolle, Holland, 2000
- «Outsider’s Art Fair», 2001—2004
- Ярмарка «Арт-Манеж», Москва, 2004

### Коллекции
- Государственный Музей-Заповедник Царицыно
- Государственный Российский Дом народного творчества
- Музей Шарлотты Цандер, Бенигхайм, Германия
- Музей творчества аутсайдеров
- Музей наивного искусства